# Генк Корнеліссе
Генк Корнеліссе (нід. Henk Cornelisse, 16 жовтня 1940) — нідерландський велогонщик.
Бронзовий призер Олімпійських Ігор 1964 року в командній гонці переслідування.